# Constantin IV d'Arménie
Guy de Lusignan, mort en 1344, est roi d'Arménie de 1341 à 1344 sous le nom de Constantin IV ou Kostandin IV (en arménien Կոստանդին Բ). Il est fils d'Amaury de Lusignan, prince de Tyr et sénéchal de Chypre, et d'Isabelle d'Arménie.

## Biographie
Il vit d'abord à Constantinople à partir de 1317 et est nommé stratège et gouverneur de Serrès en Macédoine en 1328. En 1336, le roi de Chypre le fait seigneur de Tyr, titre évidemment vidé de son contenu car cette ville est reprise et occupée par les Mamelouks depuis près de quarante-cinq ans.
Son cousin Léon V, roi d'Arménie, est assassiné le 28 décembre 1341. Non seulement Guy est son parent le plus proche, mais le testament de Léon le désigne comme son héritier. Guy quitte alors Constantinople pour rejoindre son nouveau royaume tandis que son frère Jean, qui se trouve à proximité de la Cilicie à la mort du roi, en assure la régence. En plus de la légitimité dynastique, les Lusignan représentent pour l'Arménie son dernier atout dans la défense et la survie du royaume face aux Mamelouks.
Guy arrive en Arménie à la tête d'une troupe de chevaliers, mais, au lieu de se consacrer à la défense du royaume, il se préoccupe de querelles religieuses et tente d'imposer à l'Église d'Arménie une allégeance à l'Église de Rome et l'abandon du miaphysisme. Très rapidement, des révoltes déciment son entourage latin, son frère Jean est assassiné le 10 octobre 1343, et lui-même est tué le 17 avril 1344. Les barons arméniens mettent ensuite sur le trône un lointain cousin héthoumide, Constantin V de Neghir.

## Mariages et enfants
Il a épousé vers 1318 une princesse Cantacuzène. Il s'est ensuite remarié à Théodora Syrgiannaina (morte vers 1348), fille de Syrgiannes Paléologue Philantropenos. De ce second mariage sont nés :
- Isabelle, mariée vers 1350 à Manuel Cantacuzène (1326-1380), despote du Péloponnèse et fils de l'empereur Jean VI Cantacuzène ;
- un enfant mort jeune, avant 1347.

## Sources
- (en) Cet article est partiellement ou en totalité issu de l’article de Wikipédia en anglais intitulé « Gosdantin II of Armenia » (voir la liste des auteurs).
- René Grousset, L'Empire du Levant : Histoire de la Question d'Orient, Paris, Payot, coll. « Bibliothèque historique », 1949 (réimpr. 1979), 648 p. (ISBN 978-2-228-12530-7), p. 402.
- (en) « Armenia », sur Foundation for Medieval Genealogy (consulté le 20 juin 2010).